# درويان (مقاطعة ديواندرة)
درويان (بالفارسية: درویان) هي قرية تقع في قسم سارال الريفي (مقاطعة ديواندرة) في إيران. يقدر عدد سكانها بـ 69 نسمة .